# Iris Muhl
Iris Muhl (* 1970 beim Greifensee, Kanton Zürich) ist eine Schweizer Autorin von Belletristik, Lyrik, Sach- und Bilderbüchern, sowie Journalistin und TV-Redakteurin bei verschiedenen säkularen und christlichen Medien.

## Leben
Geboren 1970 beim Greifensee in der Schweiz las Iris Muhl bereits als Kind Werke von z. B. Astrid Lindgren und Christine Nöstlinger, was sie später in ihrem Wirken als Schriftstellerin beeinflusst hat. Nach ihrem Schulabschluss verbrachte sie ein halbes Jahr in Atlanta, Georgia in den USA. Anschliessend arbeitete sie als Krankenschwester. Im Alter von 28 Jahren entschloss sie sich, den Beruf zu wechseln und Autorin zu werden, und schloss das Deutschdiplom der ZHK ab.
Neben ihrer Mitgliedschaft bei Impressum (Die Schweizer JournalistInnen) ist sie sowohl im Vorstand des Vereins der Kinder- und Jugendbuchschaffenden Schweiz Autillus, als auch im Vorstand des Fraumünster in Zürich engagiert.
Die Autorin ist mit dem Architekten Michel Muhl verheiratet. Das Paar hat drei Söhne. Muhl lebt hauptsächlich in Zürich.

## Journalismus
Im Laufe ihrer Arbeit als Journalistin schrieb Muhl für verschiedene Zeitungen, hauptsächlich in der Schweiz; darunter die Aargauer Zeitung, den Tages-Anzeiger, die Handelszeitung oder die Basler Zeitung. Dabei berichtete sie über verschiedene Themenbereiche: Sie verfasste Reportagen und Beiträge über Kultur, Wirtschaft, Religion, Literatur und Politik. Von 2004 bis 2006 war sie als Redakteurin beim Fenster zum Sonntag Talk im SRF tätig.
Muhl absolvierte zahlreiche Fort- und Weiterbildungen, etwa beim SRF und MAZ, eine Ausbildung zur Drehbuchautorin in Berlin, eine Weiterbildung zur Kinderbuch-, Bilderbuch- und Hörspielautorin am Bildungszentrum für Erwachsene BiZE in Zürich, sowie den Lehrgang Literarisches Schreiben bei Viola Rohner und Rolf Hermann.

## Autorin
Ihre Karriere als Schriftstellerin begann mit der Mitwirkung und dem Verfassen von Sachbüchern. Im Fokus hierbei stand häufig eine Auseinandersetzung christlicher Führungspersönlichkeiten mit zeitgemässen Themen aus der Perspektive von Frauen. In den darauffolgenden Jahren schrieb sie neben in verschiedenen Anthologien erschienenen Kurzgeschichten mehrere Romane für Erwachsene, die oftmals von sozialen Themen geprägt sind. So erzählt sie beispielsweise Geschichten von Obdachlosen, Waisenkindern oder Soldaten im Kriegsgeschehen. Später kamen zwei Bilderbücher für Kinder hinzu. Diese wurden auch in andere Sprachen übersetzt und in Rumänien, Taiwan bzw. Dänemark veröffentlicht.
Weiterhin betreibt sie auch eine „Schreibwerkstatt“, in der sie an Schweizer Primarschulen kreatives Schreiben vermittelt, dabei geht es besonders um Ideenfindung, Figuren und das Spiel mit der Sprache. Die Kinder sollen dabei entscheiden, ob sie dabei etwa Bilderbuchtexte, Hörspiele, Krimis, Liebesgeschichten oder einen Artikel für die Schülerzeitung verfassen.

## Veröffentlichungen (Auswahl)
Belletristik
- In jedem Atemzug ist deine Liebe: Liebesgeschichten berühmter Frauen. Hänssler, Holzgerlingen 2012, ISBN 978-3-7751-5392-8.
- Drei Sommer wie ein Winter. Hänssler, Holzgerlingen 2013, ISBN 978-3-7751-5474-1.
- Schwimmschnee. Jung Verlag, 2014, ISBN 978-3-9524366-0-8.
- Die Nacht der Versprengten: Die wahre Geschichte einer Christnacht im Krieg. Fontis, Basel 2015, ISBN 978-3-03848-059-4.
- Die Nacht der Vergessenen: Eine bewegende wahre Weihnachtsgeschichte . Fontis, Basel 2018, ISBN 978-3-03848-151-5.
- Engelspost: Die Geschichte eines Betrügers. Fontis, Basel 2021, ISBN 978-3-03848-218-5.

Bilderbücher
- mit Daniela Rütimann (Ill.): Theo und HAInz. Atlantis, Zürich 2015, ISBN 978-3-7152-0688-2.
- mit Billy Bock (Ill.): Zeig mir die Sterne, Lotte. Oetinger, Hamburg 2016, ISBN 978-3-95882-003-6.

Sachbücher
- mit Markus Müller (Hrsg.): Stand der Dinge: 14 christliche Führungspersonen im persönlichen Interview über ihr Wirken, ihre Hoffnung und ihre Sehnsucht. Brunnen, Basel 2009, ISBN 978-3-7655-1435-7.
- Intim: Fachleute im Gespräch über Lust, Leidenschaft und erfüllte Sexualität. Brunnen, Basel 2009, ISBN 978-3-7655-1446-3.
- Mütter zwischen Kind und Job: Wie Frauen alles unter einen Hut kriegen – oder auch nicht. Brunnen, Basel 2011, ISBN 978-3-7655-1481-4.